# Sila (bjergkæde)
 For alternative betydninger, se Sila. (Se også artikler, som begynder med Sila)
 Sila (italiensk: La Sila) er et bjergplateau og en historisk region i Calabrien i det sydlige Italien . Den ligger provinserne Crotone , Cosenza og Catanzaro . Bjergkæden inddeles (fra nord til syd) i Sila Greca, Sila Grande og Sila Piccola. De højeste toppe er Botte Donato (1.928 meter) i Sila Grande og Monte Gariglione (1.764 meter) i Sila Piccola.
Silabjergene er en del af nationalparken Sila, som blev etableret i 1997.

## Historie
De første kendte bosættere på Silaplateauet var Brutianere, en gammel stamme af hyrder og bønder. Efter ødelæggelsen af Sybaris 510 f.Kr. fik Rom mere indflydelse over Calabrien, inklusive Sila. Senere blev området besat af østgotere , byzantinere og fra 1000-tallet italo-normannere . De sidstnævnte anlagde flere klostre i området, som Matina i San Marco Argentano, Sambucina i Luzzi og Abbazia Florense i San Giovanni in Fiore, grundlagt af Joakim af Floris .
Fra 1448 - 1535 slog emigranter fra Albanien sig ned i området mod Det Joniske Hav og dannede samfundet som skulle blive kaldt Sila Greca ("Græsk Sila"). I dag findes der 30 kommuner i Sila hvor det albanske sprog er blevet bevaret.
Efter at området er blevet til en del af Italien i 1800-tallet blev Sila en hjemsted for røvere. Om vinteren var området meget isoleret og nye veje blev bygget for at forbedre dette, herunder vejen Paola-Cosenza-Crotone og bjergjernbaner som Cosenza-Camigliatello , Silano-San Giovanni in Fiore og Paola-Cosenza.
I dag findes en stigende grad af turisme i området.